# Phyllobates vittatus
Vous lisez un « bon article » labellisé en 2017.
Phyllobate à bande
Espèce
Synonymes
- Dendrobates tinctorius vittatus Cope, 1893

Statut de conservation UICN

 EN B1ab(iii) : En danger
Statut CITES
Phyllobates vittatus est une espèce d'amphibiens de la famille des Dendrobatidae, qui vit au Costa Rica. Elle est appelée « phyllobate à bande » en français. Cet anoure de petite taille, qui peut atteindre jusqu'à 31 mm, se rencontre dans les forêts humides et les plaines, à une altitude comprise entre 20 et 550 m.
Phyllobates vittatus a été décrite pour la première fois en 1893 sous le nom de Dendrobates tinctorius vittatus par l'Américain Edward Drinker Cope. L'Union internationale pour la conservation de la nature (UICN) considère qu'il s'agit d'une « espèce en danger » (EN). En effet, sa zone d'occurrence est estimée à 4 080 km2, avec une fragmentation sévère, et son habitat est menacé par plusieurs facteurs tels que le déboisement et la pollution de l'eau. Comme toutes les grenouilles du genre Phyllobates, elle stocke dans les glandes de sa peau de la batrachotoxine, une des substances les plus toxiques au monde. Néanmoins, elle en contient bien moins que Phyllobates terribilis, l'espèce la plus toxique de ce genre.

## Description

### Aspects physiques

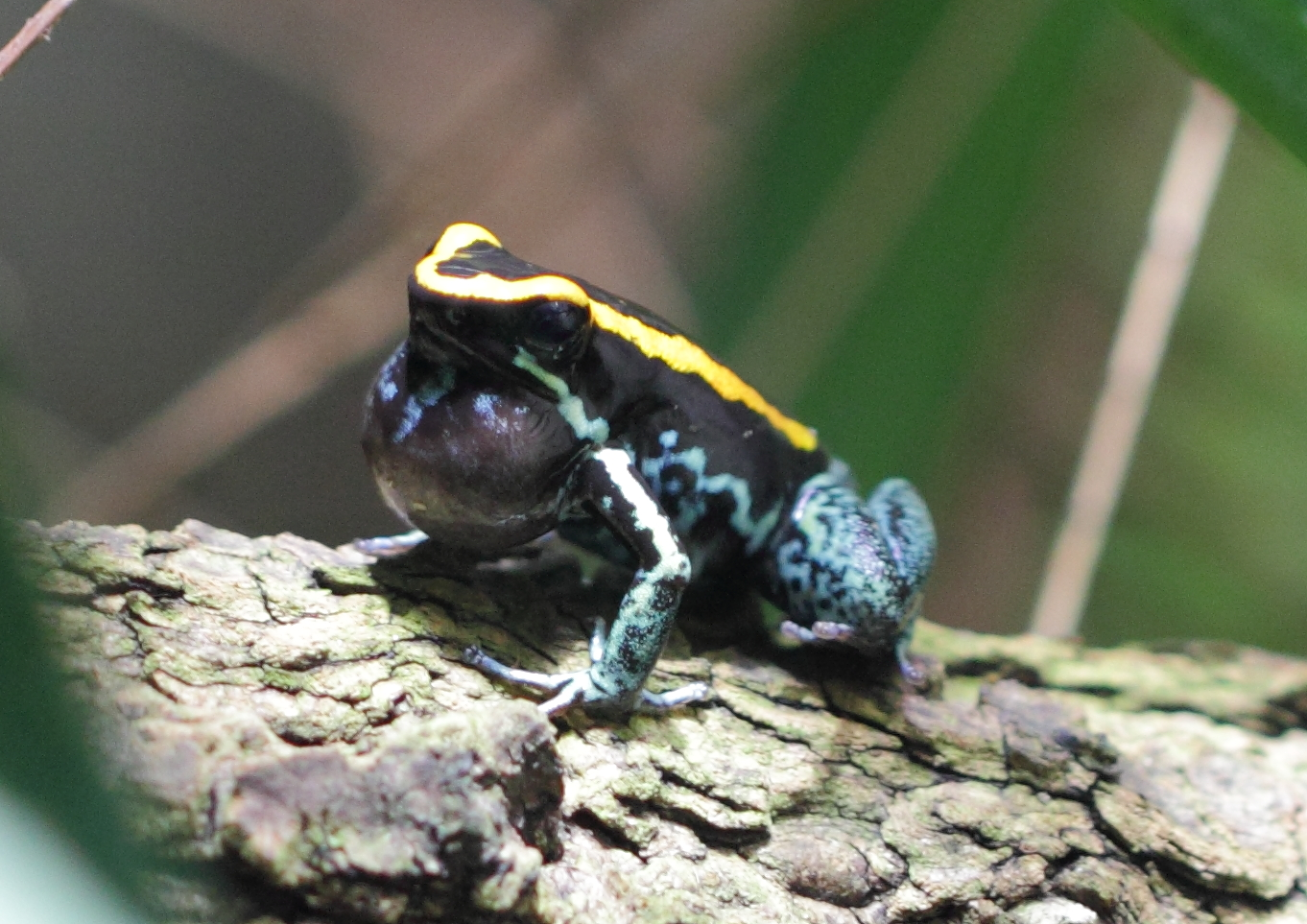
Phyllobates vittatus.

Phyllobates vittatus est une grenouille de petite taille, les mâles adultes pouvant mesurer, du museau au cloaque, entre 22,5 et 26 mm tandis que la taille des femelles varie généralement de 26 à 31 mm.
La peau de Phyllobates vittatus est légèrement granuleuse avec de petites protubérances sur le dos. Elle est également légèrement granuleuse sur le ventre et la surface ventrale des cuisses. Cet amphibien, dont la couleur de fond de la peau est noire, a deux larges bandes dorso-latérales qui partent du croupion, au-dessus de la base des cuisses, pour se rejoindre au niveau du museau. Ces bandes peuvent être de couleur jaune doré, orange doré ou orange. Les flancs et la face ventrale sont parsemés de taches bleues, blanc bleuâtre ou vert bleuâtre. La couleur des membres, mouchetés densément de noir, est variable : elle peut être bleue, blanc-bleuâtre ou vert-bleuâtre. Il y a également, sous chaque œil, une fine bande de couleur pâle qui longe la lèvre supérieure jusqu'à la base des membres antérieurs. De plus, une tache pâle est habituellement visible sur le haut des bras tandis que les flancs portent une bande mi-latérale peu définie, blanche ou d'un bleu-vert pâle. Si la tête et le dos de Phyllobates vittatus sont généralement entièrement noirs, il existe certains spécimens ayant une bande médiale dorsale discontinue de couleur jaune. Cette grenouille, dont le premier doigt est plus grand que le deuxième, a des ventouses qui ne sont pas aussi grosses que celles d'autres Dendrobatinae. Les dents sont présentes sur les arcs maxillaire et prémaxillaire de la bouche.
Les têtards de Phyllobates vittatus peuvent atteindre 30 millimètres de longueur totale. Ils ont un corps aplati dorso-ventralement, d'un brun foncé uniforme, à l'exception du ventre qui est d'un brun plus clair. Deux bandes orange vif, caractéristiques de celles des adultes, apparaissent environ deux mois après l'éclosion, peu de temps avant la métamorphose complète. Ils ont une bouche ventrale tandis que les narines et les yeux sont situés dorsalement.
Phyllobates vittatus ressemble à Pristimantis gaigei, néanmoins plus grande et qui n'a pas de fine bande au niveau de ses lèvres, et à Phyllobates lugubris, plus petite, aux bandes dorso-latérales plus fines et dont les membres antérieurs sont souvent jaunes.

Espèces visuellement proches de Phyllobates vittatus
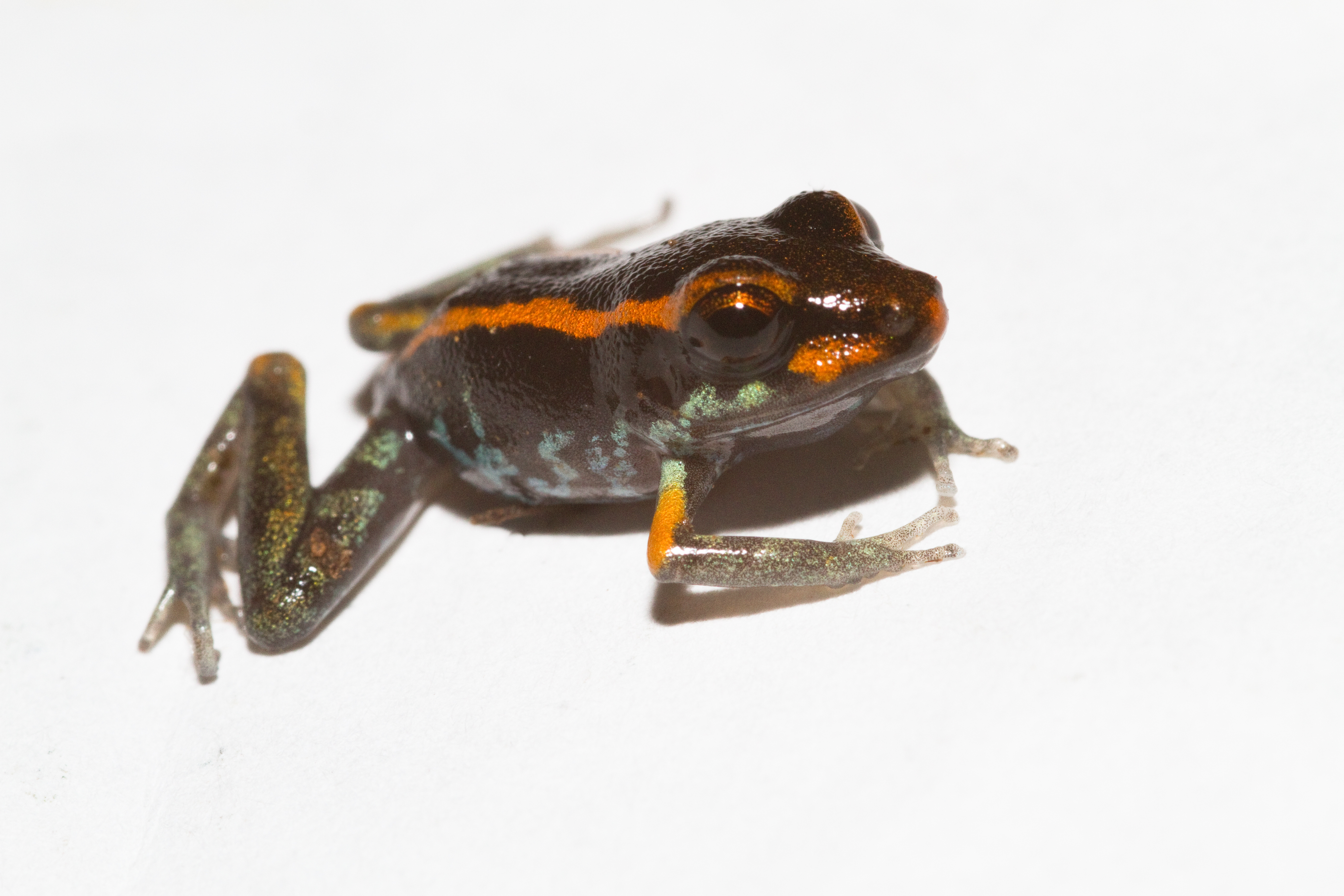
Pristimantis gaigei
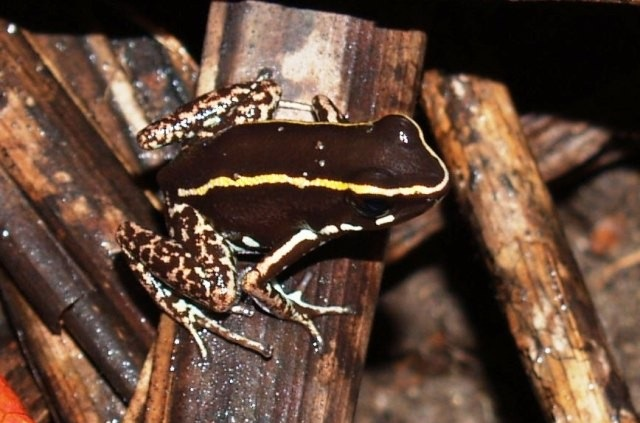
Phyllobates lugubris

### Toxicité
Chez les batraciens, les batrachotoxines sont présentes chez les seules grenouilles du genre Phyllobates. Ces alcaloïdes stéroïdiens sont sécrétés par la peau de la grenouille lorsque celle-ci est en état de stress,. La batrachotoxine empêche les nerfs de transmettre des impulsions nerveuses, laissant les muscles dans un état de relâchement et pouvant ainsi entraîner une insuffisance cardiaque ou une fibrillation. Chez les grenouilles de la famille des Dendrobatidae, ce poison est un mécanisme de défense et ne sert donc pas à tuer leurs proies.
|                        | Batrachotoxine (µg) | Homobatrachotoxine (µg) | Batrachotoxinine A (µg) |
| Phyllobates aurotaenia | 20                  | 10                      | 50                      |
| Phyllobates bicolor    | 20                  | 10                      | 50                      |
| Phyllobates terribilis | 500                 | 300                     | 200                     |
| Phyllobates vittatus   | 0,2                 | 0,2                     | 2                       |
| Phyllobates lugubris   | 0,2                 | 0,1                     | 0,5                     |

Contrairement à certaines grenouilles australiennes du genre Pseudophryne (famille des Myobatrachidae) qui peuvent biosynthétiser leur propre alcaloïde (la pseudophrynamine), la toxicité de Phyllobates vittatus semble être due à la consommation d'arthropodes, en particulier d'insectes. Certains scientifiques supposent que l'insecte responsable du processus de synthèse qui rend la grenouille toxique est un petit coléoptère du genre Choresine de la famille cosmopolite des Melyridae ; en effet, cet insecte recèle cette toxine. Ce poison extrêmement létal est très rare. La batrachotoxine, qui est stockée dans les glandes de la peau des grenouilles du genre Phyllobates à des degrés divers,, a également été retrouvée dans les plumes et la peau de cinq oiseaux toxiques de la Papouasie-Nouvelle-Guinée (le Pitohui bicolore, le Pitohui variable, le Pitohui huppé, le Pitohui noir et l'Ifrita de Kowald).  Les spécimens nés et élevés en captivité ne sont pas toxiques, les toxines étant normalement partiellement acquises à partir de leurs sources alimentaires habituelles, telles que les fourmis, les acariens et les coléoptères. Cependant, les batrachotoxines persistent chez les grenouilles à l'état sauvage qui ont été capturées, même lorsqu'elles sont maintenues en captivité.
Même si Phyllobates vittatus contient peu de toxines, le fait de toucher son dos avec le bout de la langue a entraîné une « sensation persistante sur la langue proche de l'engourdissement, suivie d'une sensation désagréable de resserrement de la gorge ». Par ailleurs, un spécimen adulte de Rhadinaea taeniata aemula (espèce de serpent originaire du Mexique) vivant en captivité présentait des signes de détresse considérable durant quelques heures après avoir saisi et relâché une Phyllobates vittatus, restant notamment immobile durant au moins quatre heures et n'étant complètement rétabli que le lendemain matin.

## Écologie et comportement
Phyllobates vittatus est une grenouille terrestre et diurne. Elle n'a pas un comportement territorial. Elle se déplace principalement en marchant, en alternance avec des sauts rapides. C'est une espèce discrète qui se cache dans les crevasses rocheuses ou dans les trous entre les racines des arbres lorsqu'on l'approche. À l'état sauvage, Phyllobates vittatus se nourrit principalement d'arthropodes, notamment des fourmis et parfois des coléoptères, des diptères et des collemboles.
Cet amphibien utilise deux types de chants. Le premier, d'une durée variant de 2 à 6 secondes et réitéré après une pause, est utilisé par le mâle afin d'attirer la femelle sur le site de ponte.  Il est décrit comme « un faible trille rauque ». Un deuxième, produit lors de la parade nuptiale, est constitué de deux à cinq pépiements aigus diminuant progressivement en hauteur, suivi d'une nouvelle série après une pause. Les chants de Phyllobates vittatus ont une fréquence dominante supérieure à 2 000 Hz, tout comme pour Phyllobates aurotaenia, Phyllobates bicolor et Phyllobates lugubris, celle de Phyllobates terribilis étant inférieure à 1 900 Hz.
Cette grenouille atteint sa maturité sexuelle vers dix mois. La saison de reproduction dure trois mois en captivité. Durant cette période, le site de ponte est préalablement choisi par le mâle qui appelle ensuite la femelle. La parade nuptiale dure de un à sept jours. Il n'y a pas d'amplexus entre le mâle et la femelle. La fécondation se fait par contact ventre à ventre. La femelle pond entre 7 et 21 œufs sur des feuilles au-dessus du sol, toutes les une à deux semaines. Les soins parentaux sont assurés par le mâle qui humidifie jusqu'à trois fois par jour les œufs jusqu'à leur éclosion qui se produit treize à dix-sept jours après l'oviposition. Un à treize têtards sont ensuite portés sur le dos par le mâle pendant un ou deux jours jusqu'à un point d'eau, qui s'avère être généralement une flaque d'eau située à même le sol, ou dans un trou d'arbre, ou sur une feuille de palmier tombée. Après environ quarante-cinq jours, les têtards, qui ont complété leur métamorphose, sont devenus de petites grenouilles de 13 mm de long.

## Répartition et habitat

Distribution géographique de Phyllobates vittatus au Costa Rica.

Cette espèce est endémique du Costa Rica. Elle se rencontre dans les forêts humides et les plaines de la région du golfe Dulce, située au sud-ouest du Costa Rica, entre 20 et 550 m d'altitude. Elle a également été observée dans la province de Puntarenas, à proximité de la localité de Dominical.

## Découverte et taxinomie
Phyllobates vittatus est une espèce d'amphibiens de la famille des Dendrobatidae. L'origine du nom de genre Phyllobates dérive des termes grecs phyllo qui signifie « feuille » et bates qui veut dire « grimpeur », faisant référence au comportement de certains amphibiens de la famille des Dendrobatidae aux mœurs très arboricoles. L'épithète vittatus provient du terme latin vitta  qui signifie « bande ». Il se réfère ainsi à la bande longitudinale présente, au niveau dorso-latéral, sur le corps de la grenouille. En français, Phyllobates vittatus est également appelée « phyllobate à bande »,.
Cette espèce, découverte dans le canton de Buenos Aires situé dans la province de Puntarenas au Costa Rica, a été décrite en 1893 sous le nom de Dendrobates tinctorius vittatus par l'Américain Edward Drinker Cope. Elle est ensuite déplacée dans le genre Phyllobates par Philip Arthur Silverstone-Sopkin en 1975. Il est à noter que Jay Mathers Savage définit Phyllobates vittatus comme étant un synonyme de Phyllobates lugubris en 1967. Néanmoins, en 1976, Silverstone démontre qu'il s'agit de deux espèces distinctes. Il s'avère ainsi que plusieurs rapports de Savage faisaient référence à Phyllobates vittatus et non à Phyllobates lugubris, notamment sur la description des vocalisations et des têtards.

## Phyllobates vittatuset l'Homme

### Menaces et protection
L'Union internationale pour la conservation de la nature (UICN) considère qu'il s'agit d'une « espèce en danger » (EN). La zone d'occurrence (EOO) est estimée à 4 080 km2. Par ailleurs, les populations sont sévèrement fragmentées et son habitat ne cesse de se dégrader, tant en termes d'étendue que de qualité. Phyllobates vittatus est menacée par plusieurs facteurs tels que le déboisement (au profit de surfaces agricoles et de nouvelles plantations d'arbres) et la pollution de l'eau due aux activités minières aurifères. Par ailleurs, cette espèce est capturée de façon illicite pour le commerce international des animaux de compagnie. Les quantités de toxines étant faibles chez Phyllobates vittatus, elle n'est pas utilisée par les humains pour empoisonner des flèches, au contraire de certaines autres espèces du genre Phyllobates (Phyllobates terribilis, Phyllobates bicolor et Phyllobates aurotaenia).
Phyllobates vittatus figure dans l'annexe II de la CITES depuis le 22 octobre 1987. Une grande majorité des spécimens de cette espèce se trouve dans trois zones protégées du Costa Rica, dont le parc national Corcovado. Néanmoins, il serait nécessaire de renforcer la gestion de ces sites, d'étendre la protection à de nouvelles parcelles de forêt, ainsi que mettre en place un cadre juridique et l'appliquer afin de s'attaquer au commerce illicite de cette espèce.

### Élevage en captivité
L'élevage de Phyllobates vittatus est réglementé. Par exemple, selon la législation française, l'arrêté du 21 novembre 1997 définit le genre Phyllobates en tant qu'espèce considérée comme dangereuse. À ce titre, son élevage sur le territoire français est soumis à l'obtention d'un certificat de capacité et d'une autorisation d'ouverture d'établissement. Elle se reproduit facilement
en captivité.
Phyllobates vittatus a besoin d'un environnement chaud et humide. La température doit être comprise entre 24 et 28 °C, avec un abaissement nocturne de 5 °C. Par ailleurs, l'humidité doit être comprise en moyenne entre 85 et 95 %. Son régime alimentaire se compose alors de drosophiles, de micro-grillons, de collemboles et de plancton des prés (petits insectes récoltés dans des champs et des pâturages à l'aide d'un filet à papillons ou d'une épuisette à fines mailles).

## Publication originale
- Cope, 1893 : Second addition to the knowledge of the Batrachia and Reptilia of Costa Rica. Proceedings of the American Philosophical Society, vol. 31, p. 333-345 (texte intégral).